# Hrvatska nogometna liga 2024-2025
La Hrvatska nogometna liga 2024-2025, conosciuta anche come SuperSport Hrvatska nogometna liga 2024-2025 per motivi di sponsorizzazione, è stata la trentaquattresima edizione della massima serie del Campionato croato di calcio, la terza con la nuova denominazione. La competizione è iniziata il 3 agosto 2024 ed è terminata il 25 maggio 2025.
Il torneo è stato vinto dal Rijeka, al suo secondo successo della storia. In uno dei campionati croati più equilibrati, l'ultima giornata (domenica 25 maggio) è stata decisiva: erano in corsa Rijeka, i dententori della Dinamo Zagabria e l'Hajduk Spalato, i primi due avevano due punti di vantaggio sul terzo. Il Rijeka era in vantaggio negli scontri diretti con le altre due, ma in caso di arrivo a tre squadre a pari punti, a prevalere sarebbe stato l'Hajduk.
Quattro giorni dopo, giovedì 29 maggio, il Rijeka ha vinto anche la coppa nazionale. Ciò ha permesso alla seconda classificata, Dinamo, di accedere direttamente al girone della UEFA Europa League 2025-2026 grazie al ranking UEFA e al posto libero lasciato dal Chelsea (vincitore della UEFA Conference League 2024-2025, ma che ha rinunciato al posto in Europa League, preferendo quello in Champions). Se a vincere la coppa fosse stato invece lo Slaven Belupo, avrebbe cominciato l'Europa League dal secondo turno preliminare, mentre al girone sarebbe andato lo Šachtar.
L'ultima classificata, HNK Šibenik, sarebbe dovuta retrocedere nella seconda divisione, la 1. NL 2025-26. Ma il club non ha ottenuto la licenza per le prime tre divisioni, quindi nella stagione seguente scenderà nel girone Sud della 3. NL, la quarta serie.

## Stagione

### Novità
Dalla stagione 2023-2024 è stato retrocesso il Rudeš, mentre dalla 1. NL è stato promosso il Sebenico (praticamente queste due squadre hanno invertito i ruoli dopo 12 mesi).
La HNL è scesa al 20º posto del ranking UEFA e rimane con un posto per le qualificazioni alla UEFA Champions League.

### Regolamento
Le 10 squadre partecipanti si affrontano in un doppio girone di andata e ritorno per un totale di 36 giornate.
La prima classificata è campione di Croazia e si qualifica per agli spareggi della UEFA Champions League 2025-2026. Le squadre classificate al secondo e terzo posto si qualificano per il secondo turno di qualificazione della UEFA Conference League 2025-2026, la vincitrice della Coppa di Croazia, invece, al secondo turno di UEFA Europa League 2025-2026.
L'ultima classificata retrocede direttamente in Prva NL 2025-2026.

## Squadre partecipanti
| Squadra             | Città         | Stadio                                  | Stagione precedente   |
| ------------------- | ------------- | --------------------------------------- | --------------------- |
| Dinamo Zagabria     | Zagabria      | Stadio Maksimir                         | 1º in HNL             |
| Hajduk Spalato      | Spalato       | Stadio di Poljud                        | 3º in HNL             |
| HNK Gorica          | Velika Gorica | Stadio municipale                       | 7º in HNL             |
| Istria 1961         | Pola          | Stadio Aldo Drosina                     | 8º in HNL             |
| Lokomotiva Zagabria | Zagabria      | ŠRC Hitrec-Kacijan Stadio Kranjčevićeva | 5º in HNL             |
| Osijek              | Osijek        | Opus Arena                              | 4º in HNL             |
| Rijeka              | Fiume         | Stadio Rujevica                         | 2º in HNL             |
| Šibenik             | Sebenico      | Stadio Šubićevac                        | 1º in 1. NL, promosso |
| Slaven Belupo       | Koprivnica    | Stadio municipale Ivan Kušek-Apaš       | 9º in HNL             |
| Varaždin            | Varaždin      | Stadio Anđelko Herjavec                 | 6º in HNL             |

## Allenatori e primatisti
| Squadra             | Allenatore | Giocatore più presente (tra parentesi il numero delle presenze) | Capocannoniere (tra parentesi il numero dei gol segnati) |
| ------------------- | --- | --------------------------------------------------------------- | -------------------------------------------------------- |
| Dinamo Zagabria     | Sergej Jakirović (1ª-6ª) Sandro Perković (7ª) Nenad Bjelica (8ª-18ª) Fabio Cannavaro (19ª-28ª) Sandro Perković (29ª-36ª) | Sandro Kulenović (35)                                           | Sandro Kulenović (15)                                    |
| Hajduk Spalato      | Gennaro Gattuso | Marko Livaja, Ivan Rakitić (35)                                 | Marko Livaja (19)                                        |
| HNK Gorica          | Rajko Vidović (1ª-9ª) Mario Carević (10ª-36ª)                                                                            | Krešimir Krizmanić, Merveil Ndockyt (32)                        | Marko Kolar, Martin Šlogar (4)                           |
| Istria 1961         | Paolo Tramezzani (1ª-17ª) Sergej Banović (18ª) Gonzalo García (19ª-36ª)                                                  | Mateo Lisica (36)                                               | Vinko Rozić (7)                                          |
| Lokomotiva Zagabria | Silvijo Čabraja (1ª-26ª) Damir Ferenčina (27ª-31ª) Mario Cvitanović (32ª-36ª)                                            | Fran Karačić (34)                                               | Robert Mudražija (14)                                    |
| Osijek              | Federico Coppitelli (1ª-26ª) Simon Rožman (27ª-36ª)                                                                      | Marko Soldo (35)                                                | Arnel Jakupovic (9)                                      |
| Rijeka              | Željko Sopić (1ª-2ª) Radomir Đalović (3ª-36ª)                                                                            | Niko Janković, Dejan Petrovič, Martin Zlomislić (34)            | Toni Fruk (11)                                           |
| Sebenico            | Mario Carević (1ª-9ª) Marko Kartelo (10ª-13ª) Rajko Vidović (14ª-36ª)                                                    | Ognjen Bakić (33)                                               | Ivan Santini (7)                                         |
| Slaven Belupo       | Ivan Radeljić (1ª-5ª) Mario Kovačević (6ª-36ª)                                                                           | Tomislav Božić, Ivan Sušak (32)                                 | Ilija Nestorovski (8)                                    |
| Varaždin            | Nikola Šafarić | Marko Dabro (34)                                                | Dimitar Mitrovski (8)                                    |

## Classifica
Hanno ottenuto le seguenti licenze:
- per le competizioni UEFA 2025-26: Rijeka, Dinamo, Hajduk, Varaždin, Slaven, Istra, Osijek, Lokomotiva e Gorica
- per la HNL 2025-26: Rijeka, Dinamo, Hajduk, Varaždin, Slaven, Istra, Osijek, Lokomotiva e Gorica

|                    | Pos. | Squadra             | Pt | G  | V  | N  | P  | GF | GS | DR  |
| ------------------ | ---- | ------------------- | -- | -- | -- | -- | -- | -- | -- | --- |
| Croazia (bandiera) | 1.   | Rijeka              | 65 | 36 | 18 | 11 | 7  | 49 | 21 | +28 |
|                    | 2.   | Dinamo Zagabria     | 65 | 36 | 19 | 8  | 9  | 69 | 41 | +28 |
|                    | 3.   | Hajduk Spalato      | 63 | 36 | 17 | 12 | 7  | 49 | 34 | +15 |
|                    | 4.   | Varaždin            | 49 | 36 | 11 | 16 | 9  | 28 | 24 | +4  |
|                    | 5.   | Slaven Belupo       | 48 | 36 | 13 | 9  | 14 | 42 | 45 | –3  |
|                    | 6.   | Istria 1961         | 48 | 36 | 11 | 15 | 10 | 39 | 42 | –3  |
|                    | 7.   | Osijek              | 42 | 36 | 11 | 9  | 16 | 46 | 52 | –6  |
|                    | 8.   | Lokomotiva Zagabria | 39 | 36 | 10 | 9  | 17 | 45 | 54 | –9  |
|                    | 9.   | HNK Gorica          | 37 | 36 | 9  | 10 | 17 | 29 | 51 | –22 |
|                    | 10.  | Sebenico            | 30 | 36 | 7  | 9  | 20 | 28 | 60 | –32 |

Legenda:
      Campione di Croazia e ammessa agli spareggi della UEFA Champions League 2025-2026.
      Ammessa al girone della UEFA Europa League 2025-2026.
      Ammesse al 2º turno di qualificazione della UEFA Conference League 2025-2026.
      Retrocessione in 3. NL 2025-2026 per mancato ottenimento della licenza per le prime tre divisioni.
Regolamento:
Tre punti per la vittoria, uno per il pareggio, zero per la sconfitta.
In caso di arrivo di due o più squadre a pari punti, la graduatoria finale verrà stilata secondo la classifica avulsa tra le squadre interessate.
Note:
Con decisione della Commissione disciplinare del 5 maggio 2025, al HNK Šibenik sono stati detratti 2 punti a causa di debiti non pagati nei confronti degli ex allenatori. A seguito di un processo di appello, i due punti sono stati ripristinati.

## Risultati

### Tabellone
|            | DIN  | HAJ  | GOR  | IST  | LOK  | OSI  | RJK  | ŠIB  | SLA  | VAR  |
| ---------- | ---- | ---- | ---- | ---- | ---- | ---- | ---- | ---- | ---- | ---- |
| Dinamo     | –––– | 0-1  | 2-1  | 5-0  | 5-1  | 2-4  | 0-0  | 3-0  | 1-1  | 3-2  |
| Dinamo     | –––– | 2-2  | 3-1  | 3-1  | 3-0  | 2-0  | 1-0  | 3-0  | 5-0  | 1-0  |
| Hajduk     | 1-0  | –––– | 4-1  | 1-1  | 2-1  | 1-0  | 2-2  | 4-0  | 2-1  | 2-1  |
| Hajduk     | 1-3  | –––– | 2-1  | 0-1  | 1-1  | 4-0  | 2-1  | 1-0  | 0-0  | 1-0  |
| Gorica     | 2-2  | 1-0  | –––– | 1-0  | 1-4  | 2-2  | 0-1  | 2-1  | 2-1  | 0-0  |
| Gorica     | 1-0  | 1-1  | –––– | 3-2  | 0-3  | 1-0  | 0-0  | 1-0  | 0-3  | 1-1  |
| Istra 1961 | 2-2  | 1-1  | 2-1  | –––– | 0-2  | 2-1  | 0-1  | 3-3  | 2-3  | 0-0  |
| Istra 1961 | 3.0  | 1-1  | 0-0  | –––– | 3-2  | 2-1  | 2-0  | 3-0  | 1-1  | 0-0  |
| Lokomotiva | 3-1  | 1-1  | 2-0  | 1-2  | –––– | 0-1  | 2-2  | 0-1  | 0-1  | 0-1  |
| Lokomotiva | 1-1  | 3-2  | 1-1  | 0-0  | –––– | 3-0  | 0-1  | 1-2  | 0-2  | 1-0  |
| Osijek     | 1-2  | 2-2  | 2-0  | 2-2  | 3-0  | –––– | 0-2  | 1-2  | 1-0  | 2-1  |
| Osijek     | 2-1  | 2-0  | 0-1  | 1-1  | 1-1  | –––– | 0-2  | 2-2  | 1-2  | 0-0  |
| Rijeka     | 1-1  | 0-0  | 1-0  | 4-0  | 4-0  | 1-1  | –––– | 3-0  | 2-0  | 1-1  |
| Rijeka     | 4-0  | 3-0  | 2-1  | 0-1  | 4-1  | 0-2  | –––– | 1-1  | 2-0  | 1-0  |
| Šibenik    | 0-4  | 1-2  | 1-0  | 0-0  | 0-3  | 1-3  | 0-1  | –––– | 2-0  | 0-0  |
| Šibenik    | 0-4  | 0-1  | 0-0  | 1-0  | 1-2  | 4-1  | 0-1  | –––– | 1-1  | 0-2  |
| Slaven     | 4-1  | 0-2  | 2-1  | 0-1  | 2-2  | 3-2  | 0-0  | 2-2  | –––– | 1-1  |
| Slaven     | 0-1  | 0-1  | 4-0  | 0-0  | 2-1  | 1-4  | 2-1  | 2-0  | –––– | 0-1  |
| Varaždin   | 0-1  | 1-0  | 2-1  | 1-0  | 1-1  | 0-0  | 0-0  | 2-1  | 2-0  | –––– |
| Varaždin   | 1-1  | 1-1  | 0-0  | 0-0  | 2-1  | 2-1  | 1-0  | 1-1  | 0-1  | –––– |

### Calendario 1-18
| Andata (1ª) | Andata (1ª) | 1ª giornata            | Ritorno (10ª) | Ritorno (10ª) |
|             |             |                        |               |               |
| 3 agosto    | 1-2         | Osijek - Šibenik       | 3-1           | 19 ottobre    |
| 3 agosto    | 5-0         | Dinamo - Istra 1961    | 2-2           | 19 ottobre    |
| 3 agosto    | 0-0         | Gorica - Varaždin      | 1-2           | 19 ottobre    |
| 3 agosto    | 4-0         | Rijeka - Lokomotiva    | 2-2           | 19 ottobre    |
| 3 agosto    | 2-1         | Hajduk - Slaven Belupo | 2-0           | 19 ottobre    |

| Andata (2ª) | Andata (2ª) | 2ª giornata             | Ritorno (11ª) | Ritorno (11ª) |
|             |             |                         |               |               |
| 10 agosto   | 2-0         | Šibenik - Slaven Belupo | 2-2           | 26 ottobre    |
| 10 agosto   | 1-1         | Lokomotiva - Hajduk     | 1-2           | 26 ottobre    |
| 10 agosto   | 0-0         | Varaždin - Rijeka       | 1-1           | 26 ottobre    |
| 10 agosto   | 2-1         | Istra 1961 - Gorica     | 0-1           | 26 ottobre    |
| 10 agosto   | 1-2         | Osijek - Dinamo         | 4-2           | 26 ottobre    |

| Andata (3ª) | Andata (3ª) | 3ª giornata                | Ritorno (12ª) | Ritorno (12ª) |
|             |             |                            |               |               |
| 17 agosto   | 3-0         | Dinamo - Šibenik           | 4-0           | 2 novembre    |
| 17 agosto   | 2-2         | Gorica - Osijek            | 0-2           | 2 novembre    |
| 17 agosto   | 4-0         | Rijeka - Istra 1961        | 1-0           | 2 novembre    |
| 17 agosto   | 2-1         | Hajduk - Varaždin          | 0-1           | 2 novembre    |
| 17 agosto   | 2-2         | Slaven Belupo - Lokomotiva | 1-0           | 2 novembre    |

| Andata (4ª) | Andata (4ª) | 4ª giornata              | Ritorno (13ª) | Ritorno (13ª) |
|             |             |                          |               |               |
| 24 agosto   | 0-1         | Lokomotiva - Šibenik     | 3-0           | 9 novembre    |
| 24 agosto   | 2-0         | Varaždin - Slaven Belupo | 1-1           | 9 novembre    |
| 24 agosto   | 1-1         | Istra 1961 - Hajduk      | 1-1           | 9 novembre    |
| 24 agosto   | 0-2         | Osijek - Rijeka          | 1-1           | 9 novembre    |
| 24 agosto   | 2-1         | Dinamo - Gorica          | 2-2           | 9 novembre    |

| Andata (5ª) | Andata (5ª) | 5ª giornata                | Ritorno (14ª) | Ritorno (14ª) |
|             |             |                            |               |               |
| 31 agosto   | 2-1         | Gorica - Šibenik           | 0-1           | 23 novembre   |
| 31 agosto   | 1-1         | Rijeka - Dinamo            | 0-0           | 23 novembre   |
| 31 agosto   | 1-0         | Hajduk - Osijek            | 2-2           | 23 novembre   |
| 31 agosto   | 0-1         | Slaven Belupo - Istra 1961 | 3-2           | 23 novembre   |
| 31 agosto   | 0-1         | Lokomotiva - Varaždin      | 1-1           | 23 novembre   |

| Andata (6ª)  | Andata (6ª) | 6ª giornata             | Ritorno (15ª) | Ritorno (15ª) |
|              |             |                         |               |               |
| 14 settembre | 0-0         | Šibenik - Varaždin      | 1-2           | 30 novembre   |
| 14 settembre | 0-2         | Istra 1961 - Lokomotiva | 2-1           | 30 novembre   |
| 14 settembre | 1-0         | Osijek - Slaven Belupo  | 2-3           | 30 novembre   |
| 14 settembre | 0-1         | Dinamo - Hajduk         | 0-1           | 30 novembre   |
| 14 settembre | 0-1         | Gorica - Rijeka         | 0-1           | 30 novembre   |

| Andata (7ª)  | Andata (7ª) | 7ª giornata            | Ritorno (16ª) | Ritorno (16ª) |
|              |             |                        |               |               |
| 21 settembre | 3-0         | Rijeka - Šibenik       | 1-0           | 7 dicembre    |
| 21 settembre | 4-1         | Hajduk - Gorica        | 0-1           | 7 dicembre    |
| 21 settembre | 4-1         | Slaven Belupo - Dinamo | 1-1           | 7 dicembre    |
| 21 settembre | 0-1         | Lokomotiva - Osijek    | 0-3           | 7 dicembre    |
| 21 settembre | 1-0         | Varaždin - Istra 1961  | 0-0           | 7 dicembre    |

| Andata (8ª)  | Andata (8ª) | 8ª giornata            | Ritorno (17ª) | Ritorno (17ª) |
|              |             |                        |               |               |
| 28 settembre | 0-0         | Šibenik - Istra 1961   | 3-3           | 14 dicembre   |
| 28 settembre | 2-1         | Osijek - Varaždin      | 0-0           | 14 dicembre   |
| 28 settembre | 5-1         | Dinamo - Lokomotiva    | 1-3           | 14 dicembre   |
| 28 settembre | 2-1         | Gorica - Slaven Belupo | 1-2           | 14 dicembre   |
| 28 settembre | 0-0         | Rijeka - Hajduk        | 2-2           | 14 dicembre   |

| \| Andata (9ª) \| Andata (9ª) \| 9ª giornata \| Ritorno (18ª) \| Ritorno (18ª) \| \| \| \| \| \| \| \| 5 ottobre \| 4-0 \| Hajduk - Šibenik \| 2-1 \| 21 dicembre \| \| 5 ottobre \| 0-0 \| Slaven Belupo - Rijeka \| 0-2 \| 21 dicembre \| \| 5 ottobre \| 2-0 \| Lokomotiva - Gorica \| 4-1 \| 21 dicembre \| \| 5 ottobre \| 0-1 \| Varaždin - Dinamo \| 2-3 \| 21 dicembre \| \| 5 ottobre \| 2-1 \| Istra 1961 - Osijek \| 2-2 \| 21 dicembre \| |             |                        |               |               |
| Andata (9ª) | Andata (9ª) | 9ª giornata            | Ritorno (18ª) | Ritorno (18ª) |
| |             |                        |               |               |
| 5 ottobre | 4-0         | Hajduk - Šibenik       | 2-1           | 21 dicembre   |
| 5 ottobre | 0-0         | Slaven Belupo - Rijeka | 0-2           | 21 dicembre   |
| 5 ottobre | 2-0         | Lokomotiva - Gorica    | 4-1           | 21 dicembre   |
| 5 ottobre | 0-1         | Varaždin - Dinamo      | 2-3           | 21 dicembre   |
| 5 ottobre | 2-1         | Istra 1961 - Osijek    | 2-2           | 21 dicembre   |

### Calendario 19-36
| Andata (19ª) | Andata (19ª) | 1ª giornata            | Ritorno (28ª) | Ritorno (28ª) |
|              |              |                        |               |               |
| 25 gennaio   | 2-2          | Osijek - Šibenik       | 1-4           | 5 aprile      |
| 25 gennaio   | 3-1          | Dinamo - Istra 1961    | 0-3           | 5 aprile      |
| 25 gennaio   | 1-1          | Gorica - Varaždin      | 0-0           | 5 aprile      |
| 25 gennaio   | 4-1          | Rijeka - Lokomotiva    | 1-0           | 5 aprile      |
| 25 gennaio   | 0-0          | Hajduk - Slaven Belupo | 1-0           | 5 aprile      |

| Andata (20ª) | Andata (20ª) | 2ª giornata             | Ritorno (29ª) | Ritorno (29ª) |
|              |              |                         |               |               |
| 1° febbraio  | 1-1          | Šibenik - Slaven Belupo | 0-2           | 12 aprile     |
| 1° febbraio  | 3-2          | Lokomotiva - Hajduk     | 1-1           | 12 aprile     |
| 1° febbraio  | 1-0          | Varaždin - Rijeka       | 0-1           | 12 aprile     |
| 1° febbraio  | 0-0          | Istra 1961 - Gorica     | 2-3           | 12 aprile     |
| 1° febbraio  | 2-1          | Osijek - Dinamo         | 0-2           | 12 aprile     |

| Andata (21ª) | Andata (21ª) | 3ª giornata                | Ritorno (30ª) | Ritorno (30ª) |
|              |              |                            |               |               |
| 8 febbraio   | 3-0          | Dinamo - Šibenik           | 4-0           | 19 aprile     |
| 8 febbraio   | 1-0          | Gorica - Osijek            | 1-0           | 19 aprile     |
| 8 febbraio   | 0-1          | Rijeka - Istra 1961        | 0-2           | 19 aprile     |
| 8 febbraio   | 1-0          | Hajduk - Varaždin          | 1-1           | 19 aprile     |
| 8 febbraio   | 2-1          | Slaven Belupo - Lokomotiva | 2-0           | 19 aprile     |

| Andata (22ª) | Andata (22ª) | 4ª giornata              | Ritorno (31ª) | Ritorno (31ª) |
|              |              |                          |               |               |
| 15 febbraio  | 1-2          | Šibenik - Lokomotiva     | 2-1           | 23 aprile     |
| 15 febbraio  | 0-1          | Varaždin - Slaven Belupo | 1-0           | 23 aprile     |
| 15 febbraio  | 1-1          | Istra 1961 - Hajduk      | 1-0           | 23 aprile     |
| 15 febbraio  | 0-2          | Osijek - Rijeka          | 2-0           | 23 aprile     |
| 15 febbraio  | 3-1          | Dinamo - Gorica          | 0-1           | 23 aprile     |

| Andata (23ª) | Andata (23ª) | 5ª giornata                | Ritorno (32ª) | Ritorno (32ª) |
|              |              |                            |               |               |
| 22 febbraio  | 1-0          | Gorica - Šibenik           | 0-0           | 26 aprile     |
| 22 febbraio  | 4-0          | Rijeka - Dinamo            | 0-1           | 26 aprile     |
| 22 febbraio  | 4-0          | Hajduk - Osijek            | 0-2           | 26 aprile     |
| 22 febbraio  | 0-0          | Slaven Belupo - Istra 1961 | 1-1           | 26 aprile     |
| 22 febbraio  | 1-0          | Lokomotiva - Varaždin      | 1-2           | 26 aprile     |

| Andata (24ª) | Andata (24ª) | 6ª giornata             | Ritorno (33ª) | Ritorno (33ª) |
|              |              |                         |               |               |
| 1° marzo     | 0-2          | Šibenik - Varaždin      | 1-1           | 3 maggio      |
| 1° marzo     | 3-2          | Istra 1961 - Lokomotiva | 0-0           | 3 maggio      |
| 1° marzo     | 1-2          | Osijek - Slaven Belupo  | 4-1           | 3 maggio      |
| 1° marzo     | 2-2          | Dinamo - Hajduk         | 3-1           | 3 maggio      |
| 1° marzo     | 0-0          | Gorica - Rijeka         | 1-2           | 3 maggio      |

| Andata (25ª) | Andata (25ª) | 7ª giornata            | Ritorno (34ª) | Ritorno (34ª) |
|              |              |                        |               |               |
| 8 marzo      | 1-1          | Rijeka - Šibenik       | 1-0           | 10 maggio     |
| 8 marzo      | 2-1          | Hajduk - Gorica        | 1-1           | 10 maggio     |
| 8 marzo      | 0-1          | Slaven Belupo - Dinamo | 0-5           | 10 maggio     |
| 8 marzo      | 3-0          | Lokomotiva - Osijek    | 1-1           | 10 maggio     |
| 8 marzo      | 0-0          | Varaždin - Istra 1961  | 0-0           | 10 maggio     |

| Andata (26ª) | Andata (26ª) | 8ª giornata            | Ritorno (35ª) | Ritorno (35ª) |
|              |              |                        |               |               |
| 15 marzo     | 1-0          | Šibenik - Istra 1961   | 0-3           | 17 maggio     |
| 15 marzo     | 0-0          | Osijek - Varaždin      | 1-2           | 17 maggio     |
| 15 marzo     | 3-0          | Dinamo - Lokomotiva    | 1-1           | 17 maggio     |
| 15 marzo     | 0-3          | Gorica - Slaven Belupo | 0-4           | 17 maggio     |
| 15 marzo     | 3-0          | Rijeka - Hajduk        | 1-2           | 17 maggio     |

| \| Andata (27ª) \| Andata (27ª) \| 9ª giornata \| Ritorno (36ª) \| Ritorno (36ª) \| \| \| \| \| \| \| \| 29 marzo \| 1-0 \| Hajduk - Šibenik \| 1-0 \| 25 maggio \| \| 29 marzo \| 2-1 \| Slaven Belupo - Rijeka \| 0-2 \| 25 maggio \| \| 29 marzo \| 1-1 \| Lokomotiva - Gorica \| 3-0 \| 25 maggio \| \| 29 marzo \| 1-1 \| Varaždin - Dinamo \| 0-1 \| 25 maggio \| \| 29 marzo \| 2-1 \| Istra 1961 - Osijek \| 1-1 \| 25 maggio \| |              |                        |               |               |
| Andata (27ª) | Andata (27ª) | 9ª giornata            | Ritorno (36ª) | Ritorno (36ª) |
| |              |                        |               |               |
| 29 marzo | 1-0          | Hajduk - Šibenik       | 1-0           | 25 maggio     |
| 29 marzo | 2-1          | Slaven Belupo - Rijeka | 0-2           | 25 maggio     |
| 29 marzo | 1-1          | Lokomotiva - Gorica    | 3-0           | 25 maggio     |
| 29 marzo | 1-1          | Varaždin - Dinamo      | 0-1           | 25 maggio     |
| 29 marzo | 2-1          | Istra 1961 - Osijek    | 1-1           | 25 maggio     |

## Statistiche

### Individuali

#### Classifica marcatori
| Gol |  |  | Giocatore         | Squadra             |
| --- |  |  | ----------------- | ------------------- |
| 19  |  |  | Marko Livaja      | Hajduk Spalato      |
| 15  |  |  | Sandro Kulenović  | Dinamo Zagabria     |
| 14  |  |  | Robert Mudražija  | Lokomotiva Zagabria |
| 11  |  |  | Toni Fruk         | Rijeka              |
| 9   |  |  | Arnel Jakupović   | Osijek              |
| 9   |  |  | Duje Čop          | Lokomotiva / Rijeka |
| 8   |  |  | Ilija Nestorovski | Slaven Belupo       |
| 8   |  |  | Dimitar Mitrovski | Varaždin            |
| 8   |  |  | Niko Janković     | Rijeka              |